# 인위애정유기적
《인위애정유기적》(因为爱情有奇迹)은 2014년 방송되었던 중국의 드라마이다.

## 소개
- 할아버지의 유산을 물려받기 위해 고군분투하는 가족들의 이야기

## 등장 인물
- 조한앵자 (Sarah) - 안치위안 역
- 펑관잉 - 치지 역
- 임우위 (林佑威) - 린티안요 역
- 루천 (路晨) - 린티안야 역
- 서귀앵 (徐貴櫻) - 린쇼친 역
- 왕지화 (王志华) - 양용순 역
- 서옥란 (徐玉兰) - 판쑤펀 역
- 원경단 (苑琼丹) - 마위핀 역
- 이흔총 (李欣聪) - 우메이즈 역
- 허용진 (许榕真) - 멍지에 역
- 조성성 (赵胜胜) - 안샤오동 역
- 영용 (荣蓉) - 두춘샤오 역
- 채강 (蔡纲) - 치하오양 역
- 반단 (潘丹) - 양정리 역